# Sándwich de sesos fritos

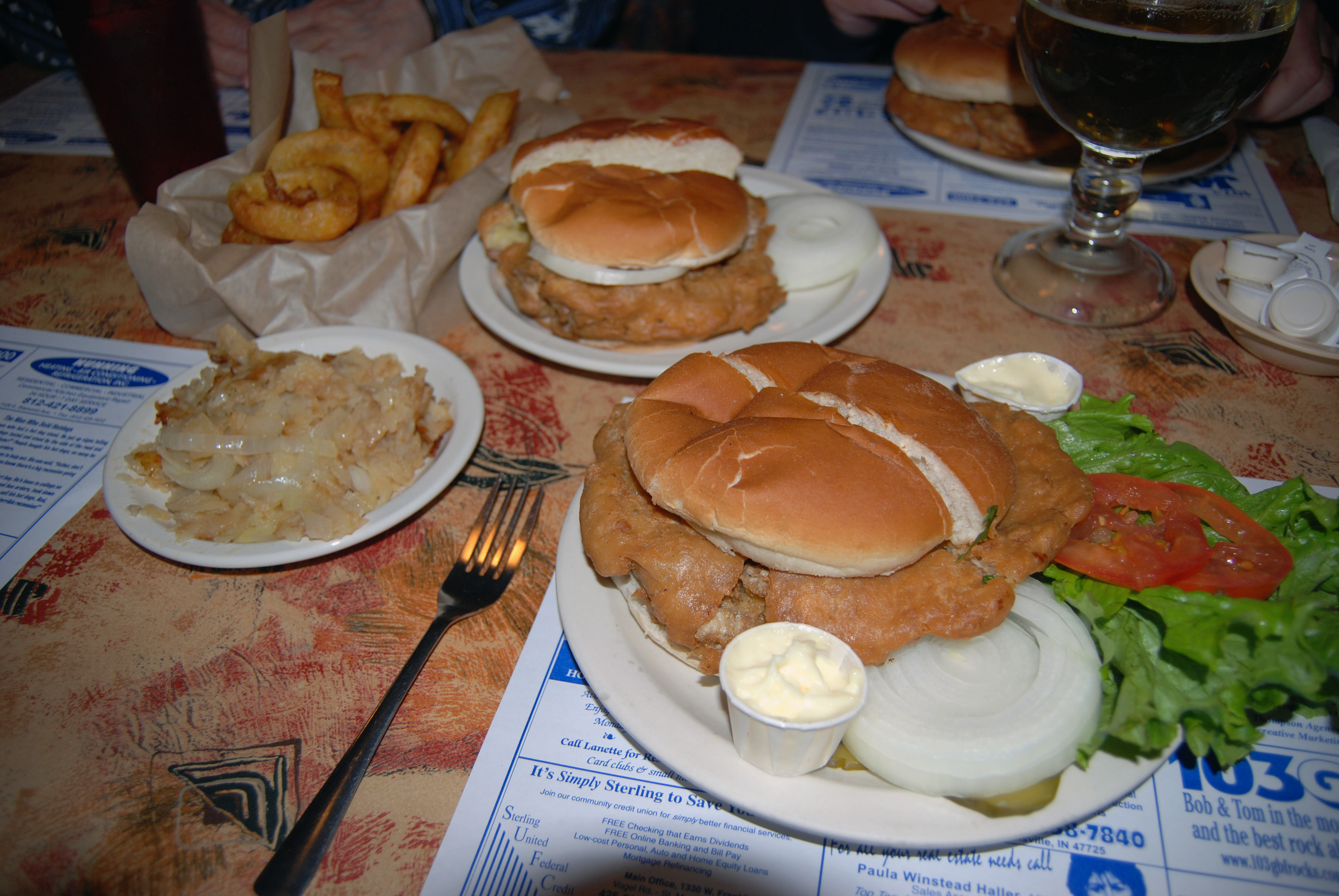
Sándwiches de sesos, aros de cebolla y patatas fritas alemanas.

Un sándwich de sesos fritos (en inglés fried-brain sandwich) es generalmente un sándwich de rodajas de sesos de ternera sobre pan. Las rodajas finas de sesos fritas sobre pan tostado se hizo un plato omnipresente en los menús de San Luis (Misuri), tras el auge de los corrales de ganado en la ciudad a finales de los años 1880, aunque la demanda ha disminuido tanto desde entonces que en la actualidad solo un puñado de restaurantes lo siguen ofreciendo. Sigue siendo popular sin embargo en el valle del río Ohio, donde se sirven con mucho rebozado sobre panecillos de hamburguesa. En Evansville (Indiana) se sigue sirviendo en un par de locales mom and pop, específicamente en el Hilltop Inn, y perdura como rasgo culinario en el West Side Nut Club Fall Festival anual de la ciudad.
La creciente incidencia de la encefalopatía espongiforme bovina (enfermedad de las vacas locas) desde finales del siglo XX ha hecho que disminuya aún más la demanda de este curioso plato regional. Los sesos de terneras de más de 30 meses están ya prohibidos para el consumo humano en los Estados Unidos, habiendo recurrido algunos restaurantes al empleo de sesos de cerdo, pero como estos son más pequeños que los de ternera, se necesitan muchos más para preparar los mismos sándwiches.